# Albert Malcolm Ranjith

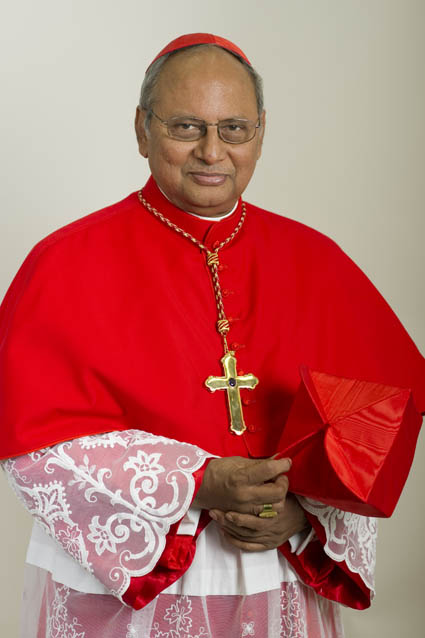
Albert Malcolm Kardinal Ranjith (2011)

Kardinalswappen

Patabendige Albert Malcolm Kardinal Ranjith (singhalesisch ඇල්බට් මැල්කම් රංජිත් පටබැඳිගේ දොන්; * 15. November 1947 in Polgahawela, Sri Lanka) ist Erzbischof von Colombo.

## Leben
Albert Malcolm Ranjith studierte katholische Theologie und Philosophie am Diözesanseminar sowie an der Päpstlichen Universität Urbaniana und dem Päpstlichen Bibelinstitut in Rom. Er empfing am 29. Juni 1975 in Rom durch Papst Paul VI. das Sakrament der Priesterweihe. 1978 kehrte Ranjith nach Sri Lanka zurück. Nach Tätigkeiten unter anderem als Pfarrer wurde er 1983 Nationaldirektor der päpstlichen Missionsgesellschaften.
Am 17. Juni 1991 ernannte ihn Papst Johannes Paul II. zum Titularbischof von Cabarsussi und bestellte ihn zum Weihbischof in Colombo. Die Bischofsweihe empfing er am 31. August desselben Jahres durch den Erzbischof von Colombo, Nicholas Marcus Fernando. Johannes Paul II. übertrug ihm am 2. November 1995 die Leitung des Bistums Ratnapura.
Am 1. Oktober 2001 wurde er zum Kurienbischof in der Kongregation für die Evangelisierung der Völker bestellt. Am 29. April 2004 ernannte ihn Johannes Paul II. zum Titularerzbischof von Umbriatico und setzte ihn als Apostolischen Nuntius in Indonesien und Osttimor ins Amt.
Papst Benedikt XVI. berief ihn am 10. Dezember 2005 als Sekretär der Kongregation für den Gottesdienst und die Sakramentenordnung an die römische Kurie zurück. Erzbischof Ranjith kritisiert die Praxis der Handkommunion, mit der „eine zunehmende Schwächung einer ehrfürchtigen Haltung gegenüber dem Allerheiligsten“ einhergegangen sei, und meint, dass die katholische Kirche die Entscheidung zur Erlaubnis der Handkommunion neu überdenken sollte.
Erzbischof Ranjith spricht fließend deutsch und hatte als Kaplan regelmäßig Urlaubsvertretungen in Deutschland übernommen, wo auch eine seiner Schwestern lebt. 2008 weihte er acht Diakone in Wigratzbad in der Außerordentlichen Form des Römischen Ritus und zelebrierte ein Pontifikalamt zu Mariä Himmelfahrt im Wallfahrtsort Maria Vesperbild.
Am 16. Juni 2009 ernannte ihn Papst Benedikt XVI. zum Erzbischof von Colombo. Die Amtseinführung fand am 5. August 2009 statt.
Im Konsistorium vom 20. November 2010 nahm ihn Papst Benedikt XVI. als Kardinalpriester mit der Titelkirche San Lorenzo in Lucina in das Kardinalskollegium auf.
Er war Teilnehmer des Konklaves 2013, das Papst Franziskus wählte und des Konklaves 2025, aus dem Papst Leo XIV. als neuer Pontifex hervorging.

## Mitgliedschaften
Kardinal Ranjith ist Mitglied folgender Dikasterien der Römischen Kurie:
- Kongregation für den Gottesdienst und die Sakramentenordnung (seit 2010)[7]
- Kongregation für die Evangelisierung der Völker (seit 2010)[7]